# Phewa Tal
Phewa Tal (nep. फेवा ताल, Phēvā tāla) – jezioro w środkowym Nepalu, w Dolinie Pokhary, drugie pod względem wielkości jezioro w kraju. Na jego wschodnim brzegu położone jest miasto Pokhara.
Powierzchnia jeziora wynosi około 4,43 km², pojemność – około 46 mln m³, średnia głębokość – 8,6 m, maksymalna – 19 m. Lustro wody znajduje się na wysokości 793 m n.p.m. Jezioro zasilane jest wodami kilku strumieni, powierzchnia zlewiska wynosi 123 km². Jest to jezioro monomiktyczne ciepłe.
Jezioro wykorzystywane jest do celów rekreacyjnych, rybołówstwa, irygacji pól oraz jako źródło wody pitnej i energii wodnej. Stanowi jedną z najliczniej odwiedzanych atrakcji turystycznych Nepalu.

Phewa Tal
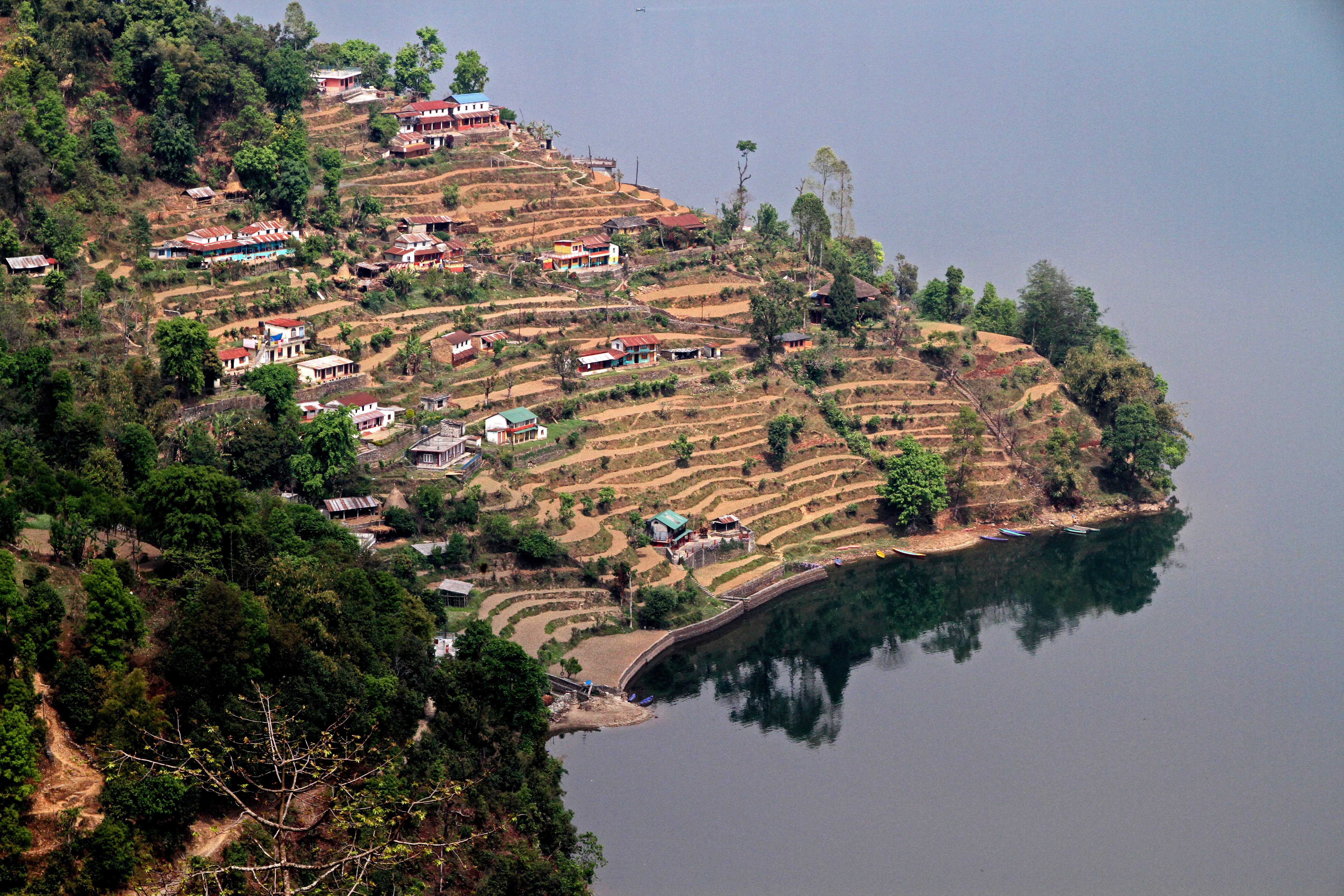
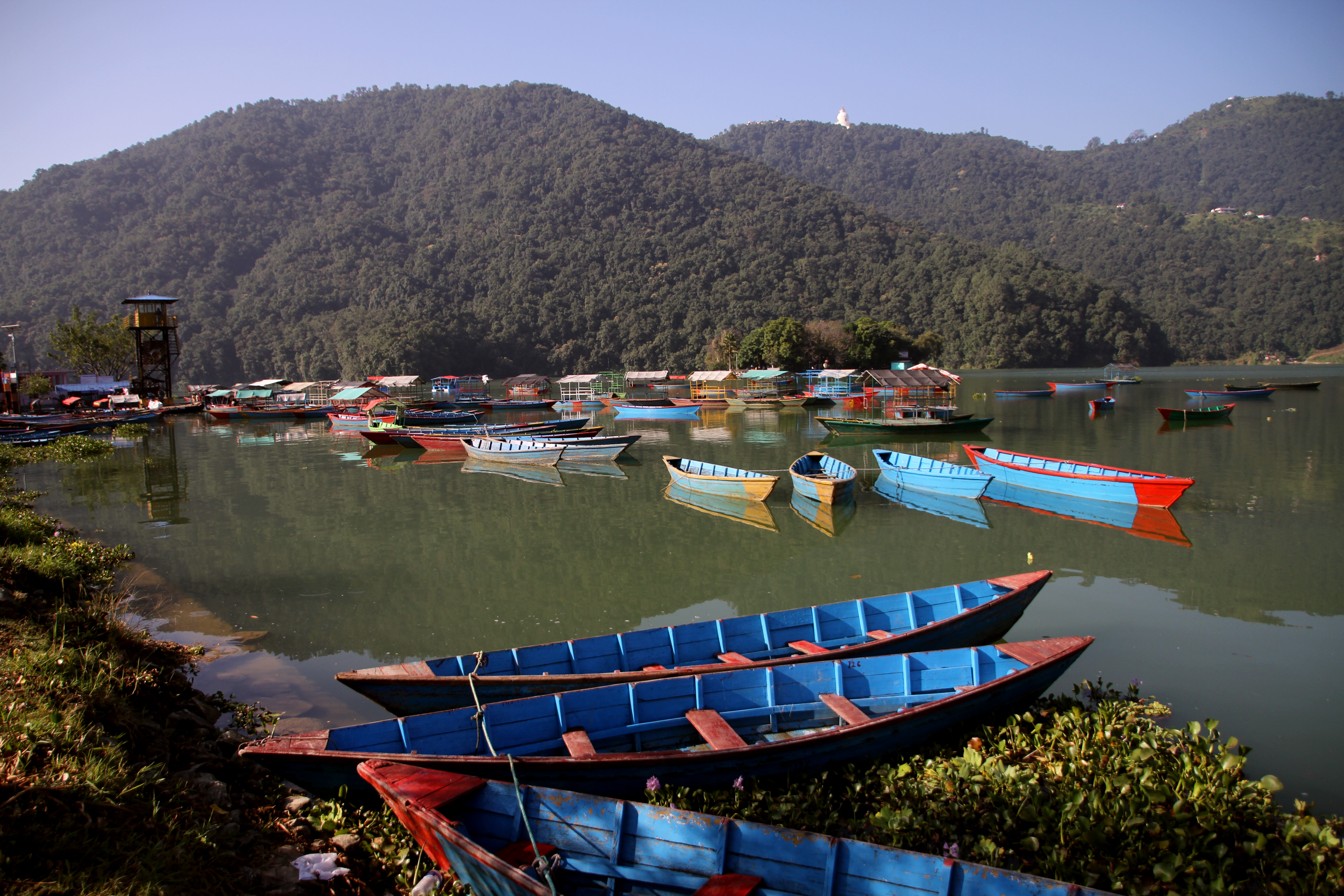
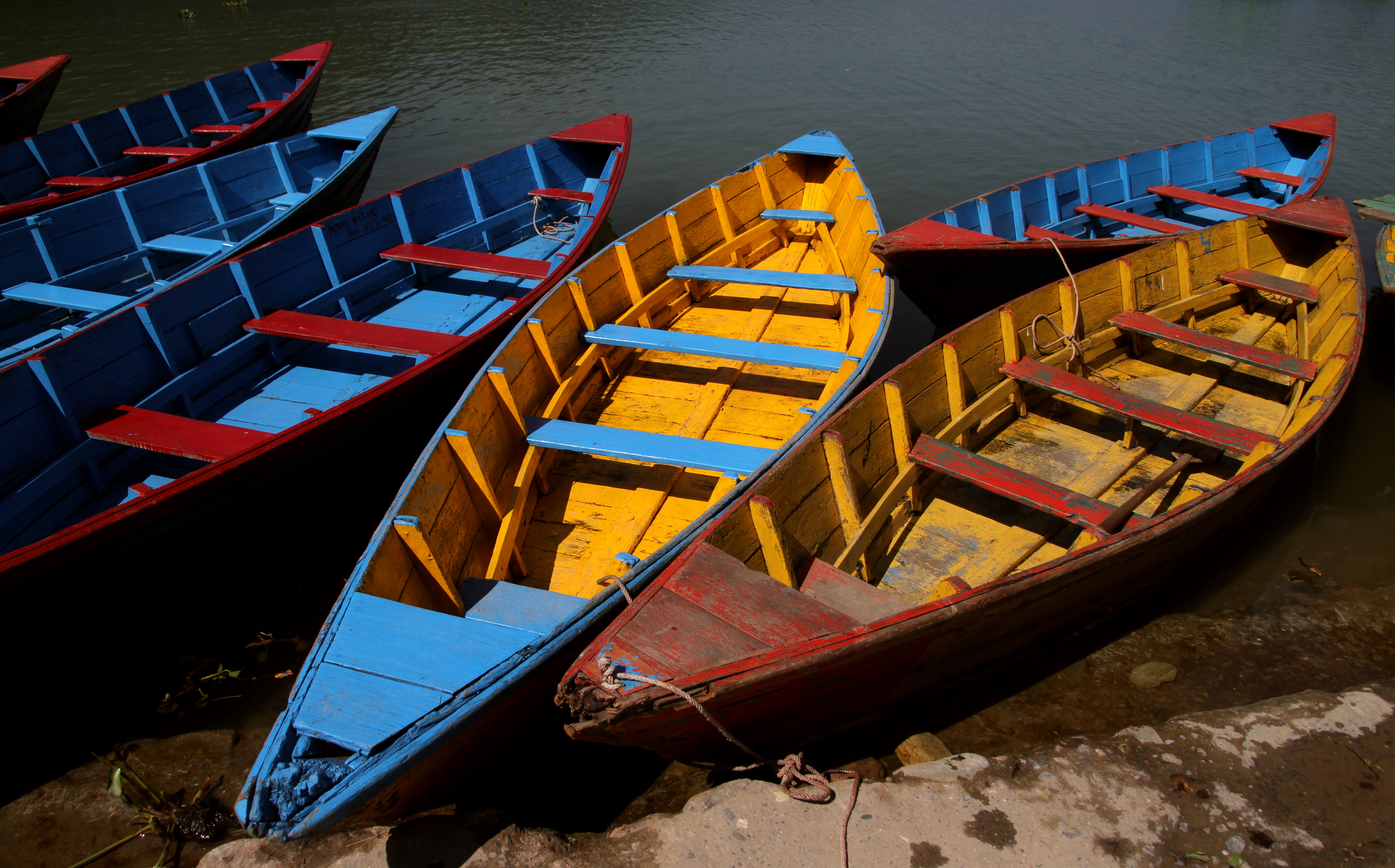
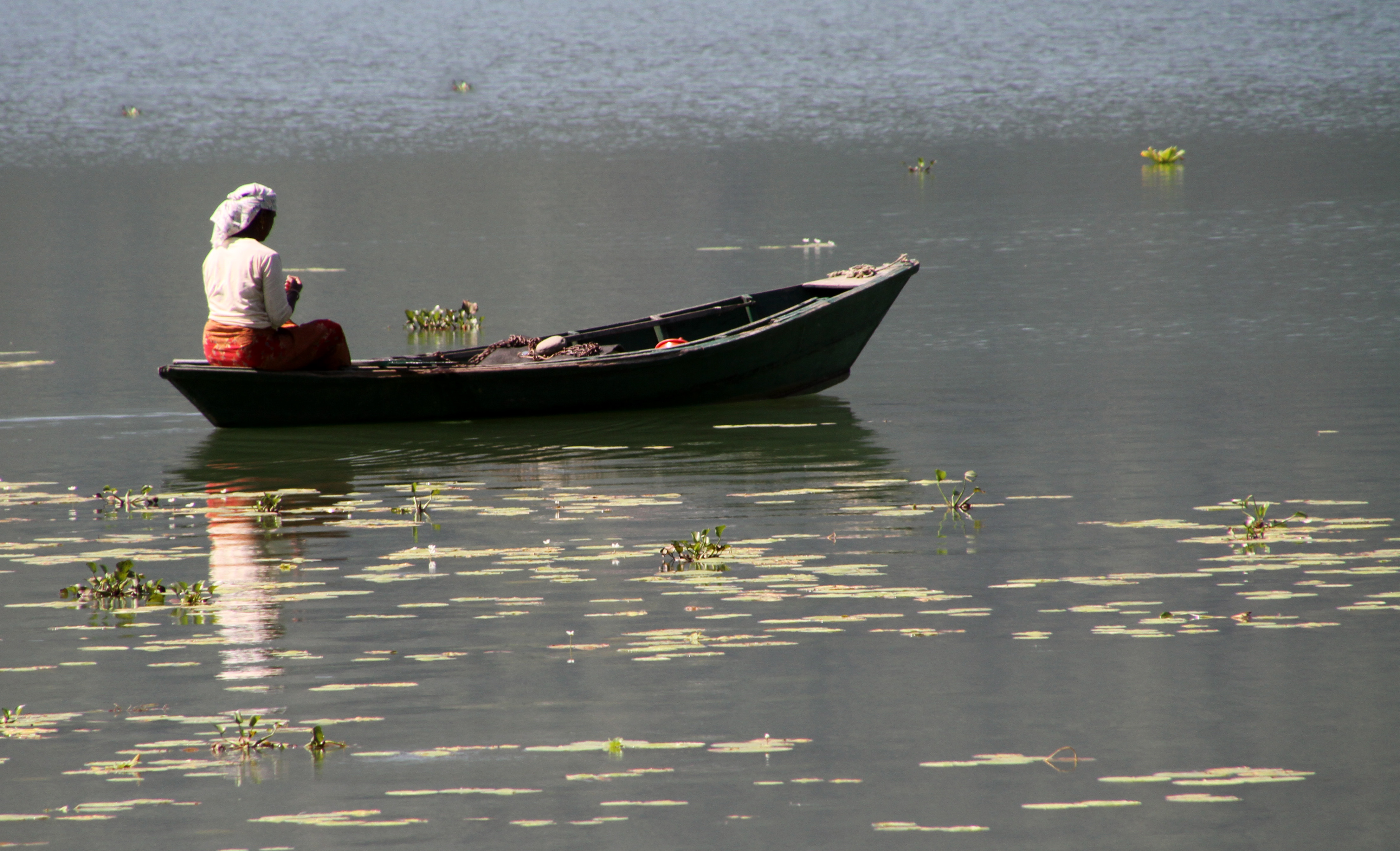
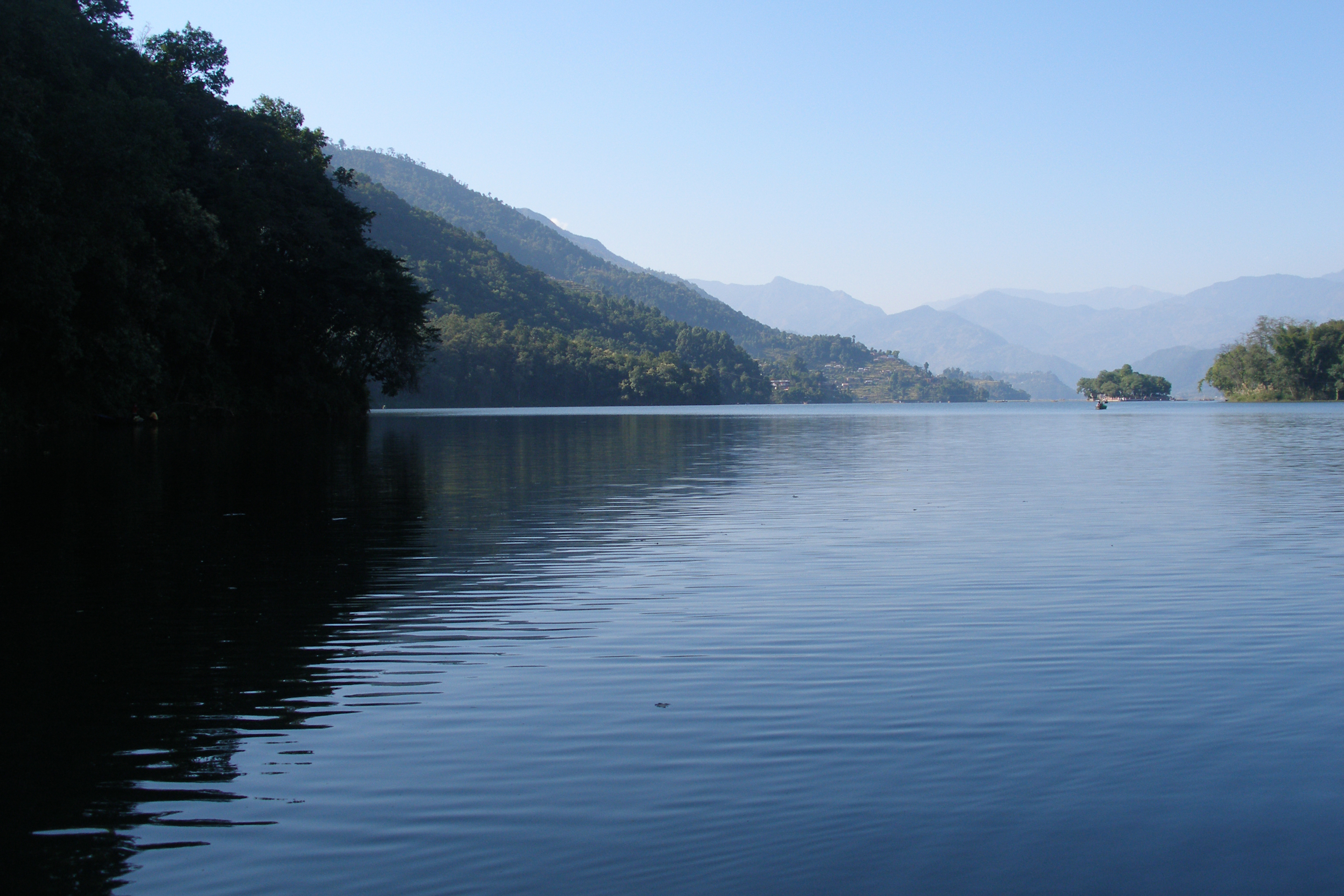
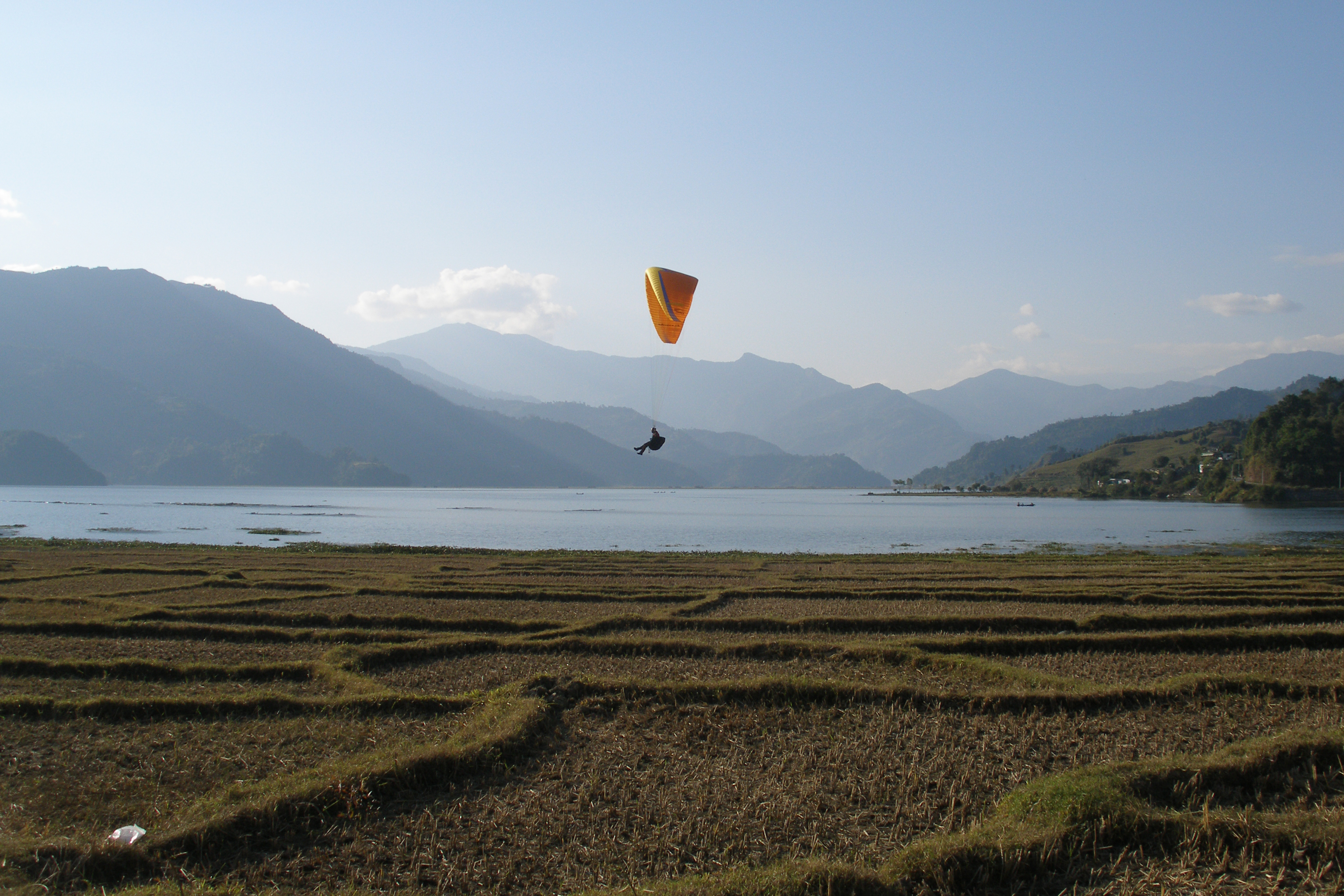
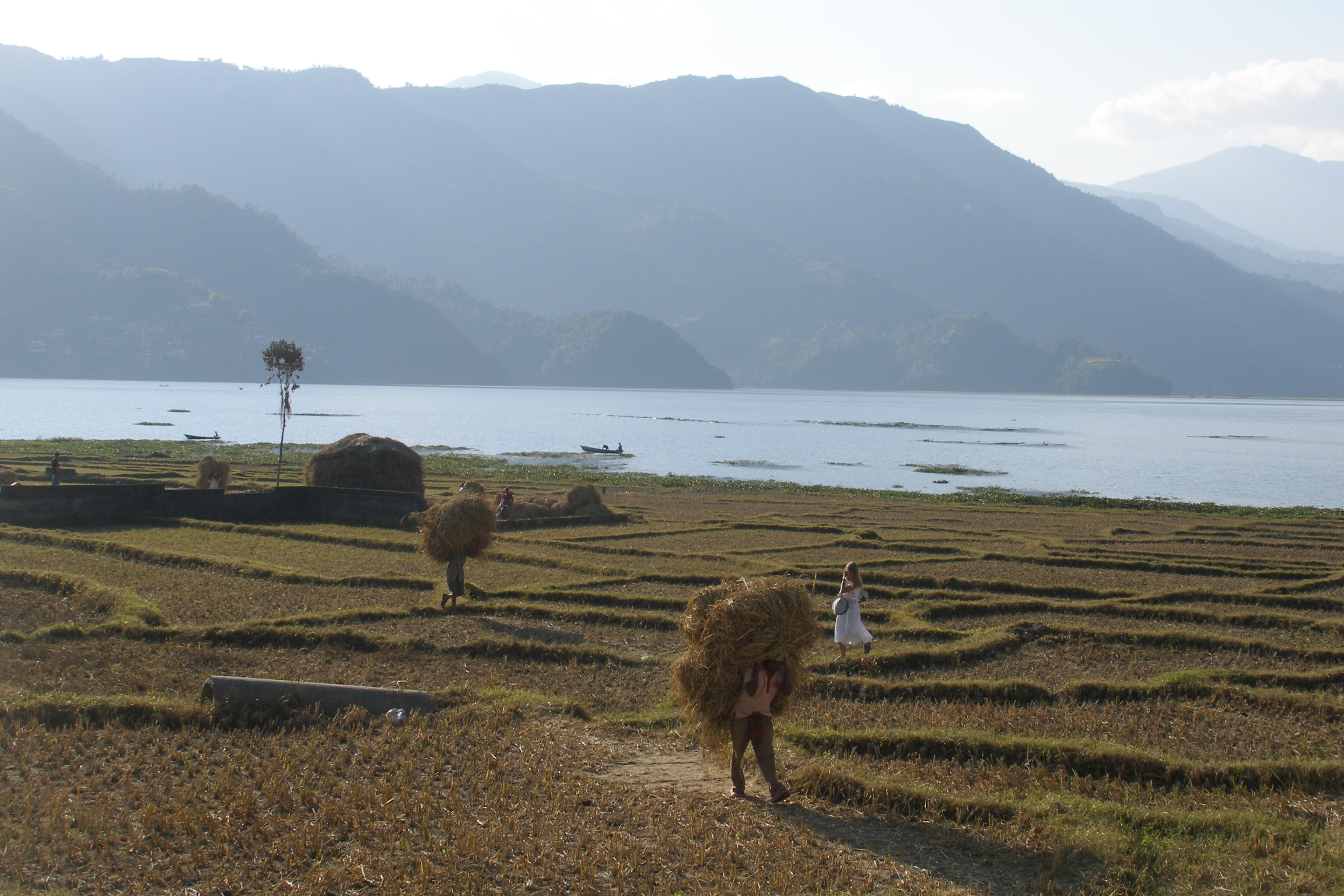